# 雷德兰兹 (加利福尼亚州)
雷德兰兹（英語：Redlands）是美国加利福尼亚州圣贝纳迪诺县下属的一座城市。建市于1888年12月3日，面积大约为36.13平方英里（93.6平方公里）。根据2010年美国人口普查，该市有人口68,747人。